# Celama socotrensis
Celama socotrensis är en fjärilsart som beskrevs av George Francis Hampson 1902. Celama socotrensis ingår i släktet Celama och familjen trågspinnare. Inga underarter finns listade i Catalogue of Life.